# Jana Drastichová
Jana Drastichová, rozená Dědicová, (* 13. prosince 1976 Orlová) je česká politička, v letech 2010 až 2013 poslankyně Parlamentu ČR za Moravskoslezský kraj, bývalá členka VV.

## Vzdělání, profese a rodina
Po maturitě v roce 1995 na Střední pedagogické škole v Orlové vystudovala český jazyk a hudební výchovu na Pedagogické fakultě Ostravské univerzity v roce 1999. Jedenáct let vyučovala na základní škole v Orlové. Je vdaná, má dvě děti.

## Politická kariéra
Ve volbách 2010 byla zvolena do dolní komory českého parlamentu.
Dne 3. září 2013 rezignovala na post místopředsedkyně Věcí veřejných na protest proti rozhodnutí o spolupráci strany s hnutím Úsvit přímé demokracie senátora Tomia Okamury ve volbách do Poslanecké sněmovny PČR v říjnu 2013. Později vystoupila z Věcí veřejných.
Ve volbách do Evropského parlamentu v roce 2014 kandidovala na 8. místě kandidátky strany Republika, ale neuspěla.